# Ультрафіолетова розбіжність
Ультрафіоле́това розбі́жність — один з варіантів нескінченних виразів, що виникає в квантовій теорії поля до застосування процедури перенормування. Технічно, ультрафіолетова розбіжність витікає з петльових фейнманівських діаграм, при обчисленні яких виникає інтеграл за чотири-імпульсом у замкнутій петлі. Цей інтеграл часто розбігається на верхній межі (тобто у границі дуже великих енергій), звідси й слово «ультрафіолетова».
Наявність таких ультрафіолетових розбіжностей не дозволяє проводити точних розрахунків за допомогою «наївної», неперенормованої теорії поля і взагалі ставить зміст такої теорії під сумнів. Показано, однак, що ці проблеми виникають через логічну ваду в такій «наївній» теорії. Процедура усунення цієї вади — перенормування — приводить у багатьох випадках до теорій, вільних від ультрафіолетових розбіжностей. Якщо перенормування не дає потрібного результату, вважають, що відповідна фізична теорія не визначена в критичних умовах (наприклад, на дуже малих відстанях).
Класичний приклад ультрафіолетової розбіжності та причина, через яку це явище отримало таку назву, пов'язані з проблемою, що виникає при обчисленні енергії випромінювання абсолютно чорного тіла за допомогою законів класичної фізики. Обчислення в цьому випадку призводять до нескінченно великого значення цієї енергії. Ця проблема, відома як ультрафіолетова катастрофа, вирішується з використанням законів квантової фізики, які обмежують кількість випромінюваної енергії, пов'язуючи це з тим, що випромінювання складається з невеликих порцій — квантів, існування яких особливо виразно проявляється в області коротких хвиль.